# Junik

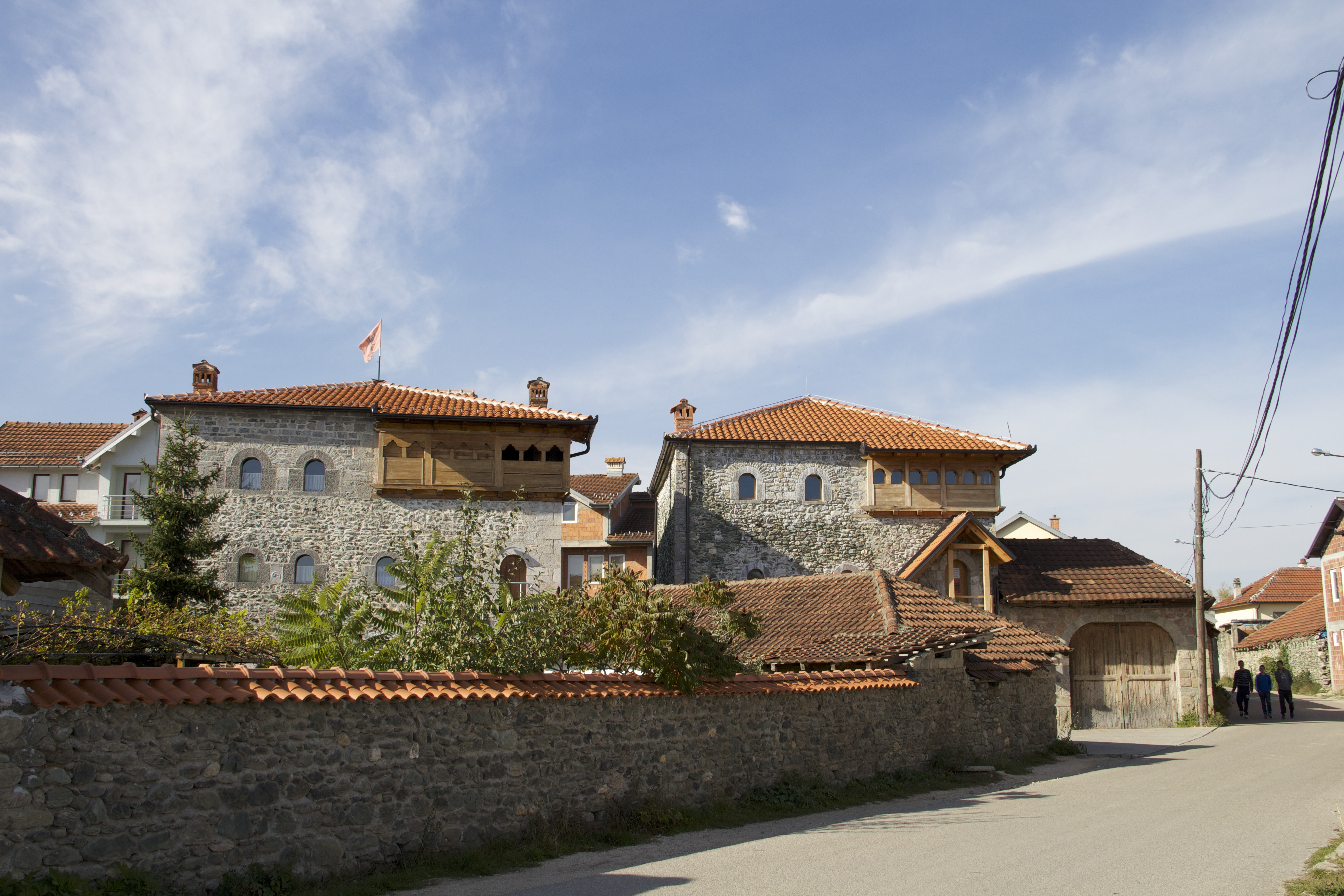
Traditionelle Bauten in Junik (die denkmalgeschützte Kulla von Brahim Hoxha)

Junik (albanisch auch Juniku, serbisch-kyrillisch Јуник) ist eine Stadt im Westen des Kosovo. Sie ist Sitz der 2008 gegründeten Gemeinde Junik, welche neben dem namensgebenden Hauptort auch die zwei Dörfer Jasiq und Gjocaj umfasst. Nachbarstädte sind Gjakova, Deçan und das albanische Tropoja.
Junik ist nahezu ausschließlich von Albanern bewohnt: Im Ort lebten gemäß 2011 durchgeführter Volkszählung 6053 Personen, hiervon bezeichneten sich 6038 (99,75 %) als Albaner.
| Volkszählung | 1948 | 1953 | 1961 | 1971 | 1981 | 1991 | 2011 |
| ------------ | ---- | ---- | ---- | ---- | ---- | ---- | ---- |
| Einwohner    | 2391 | 2439 | 3024 | 3445 | 4553 | 5490 | 6053 |

## Persönlichkeiten
- Luan Krasniqi (* 1971), Boxer
- Robin Krasniqi (* 1987), Boxer